# Lijst van uitgaven van Top Notch
Onderstaande lijst is een incomplete opsomming van alle cd-, dvd- en vinyluitgaven van Top Notch.

## Cd-singles
Hieronder volgt een lijst met cd-singles die zijn uitgegeven op het Top Notchlabel.
| Jaar | Artiest                | Singletitel                                  | Album van single         |
| ---- | ---------------------- | -------------------------------------------- | ------------------------ |
| 1995 | Extince                | Spraakwater                                  | Binnenlandse Funk (1998) |
| 1996 | Extince                | Kaal of Kammen                               | Binnenlandse Funk (1998) |
| 1997 | Yukkie B               | Wat Nou!                                     | -                        |
| 1998 | Extince                | Viervoeters                                  | Binnenlandse Funk        |
| 1998 | SugaCane               | Let Em Know                                  | -                        |
| 1998 | Postmen                | Cocktail                                     | Documents                |
| 1998 | Postmen                | U Wait                                       | Documents                |
| 1998 | Postmen                | Renaissance                                  | Documents                |
| 1999 | Postmen                | Crisis                                       | Documents                |
| 1999 | Extince                | Zoete Inval                                  | Binnenlandse Funk (1998) |
| 1999 | Def Rhymz & Postmen    | De Bom                                       | De Goeiste (2000)        |
| 1999 | Def Rhymz              | Doekoe                                       | De Goeiste (2000)        |
| 2000 | Def Rhymz              | Puf/Schudden                                 | De Goeiste (2000)        |
| 2000 | Def Rhymz              | Ziek                                         | De Goeiste (2000)        |
| 2000 | Man!ak                 | Master                                       | -                        |
| 2001 | Extince                | Grootheidswaanzin                            | Vitamine E               |
| 2002 | Robert Lee             | No One Cares                                 | In Fine Style            |
| 2002 | Robert Lee             | Stress                                       | In Fine Style            |
| 2002 | Raymzter               | Kut Marokkanen!?                             | Rayalistisch             |
| 2003 | Raymzter               | Altijd Laat                                  | Rayalistisch             |
| 2003 | Raymzter               | Down met Jou                                 | Rayalistisch             |
| 2003 | Opgezwolle             | Tjappies en Mammies                          | Vloeistof                |
| 2003 | Opgezwolle             | Verre Oosten                                 | Vloeistof                |
| 2004 | Extince                | Voorprogramma                                | 2e Jeugd                 |
| 2004 | K-Liber                | Viben                                        | Schuurpapier             |
| 2004 | K-Liber                | Loungen                                      | Schuurpapier             |
| 2005 | K-Liber                | Doe Het                                      | Schuurpapier             |
| 2005 | Casual                 | Laten Gaan                                   | -                        |
| 2005 | The Partysquad         | Wat wil je Doen                              | -                        |
| 2005 | Jeugd Van Tegenwoordig | Watskeburt?!                                 | Parels voor de Zwijnen   |
| 2005 | Jeugd Van Tegenwoordig | Voorjekijkendoorlopen                        | Parels voor de Zwijnen   |
| 2005 | Jeugd Van Tegenwoordig | Ho Ho Ho                                     | -                        |
| 2005 | The Opposites          | Fok Jou                                      | De Fik Erin              |
| 2006 | The Opposites          | Slaap / Oew Oew                              | De Fik Erin              |
| 2007 | Jeugd Van Tegenwoordig | Shenkie                                      | -                        |
| 2007 | Kempi                  | Zet Um Op Baby                               | -                        |
| 2007 | The Opposites          | Dom, Lomp & Famous                           | Begin Twintig            |
| 2008 | The Opposites          | Vandaag/Me Nikes                             | Begin Twintig            |
| 2008 | Dio                    | Het is je Boy                                | Rock & Roll              |
| 2008 | Dio                    | Tijdmachine met Sef                          | Rock & Roll              |
| 2009 | Dio                    | Aye                                          | Rock & Roll              |
| 2009 | Dio                    | Baby met The Madd                            | Rock & Roll              |
| 2009 | The Partysquad         | Licht van de Laser                           | -                        |
| 2009 | Damaru                 | Mi rowsu (Tuintje in mijn hart)              | -                        |
| 2009 | Damaru                 | Mi rowsu (Tuintje in mijn hart) met Jan Smit | -                        |
| 2009 | The Opposites          | Broodje Bakpao met Gers & Sef                | Ik ben Twan              |

## Albums
Hieronder volgt een lijst met alle muziekalbums die zijn uitgegeven op het Top Notchlabel.
| Jaar 1e Druk | Artiest                   | Albumtitel                           | Informatie | Informatie      |
| Jaar 1e Druk | Artiest                   | Albumtitel                           | 2e Druk    | Limited Edition |
| ------------ | ------------------------- | ------------------------------------ | ---------- | --------------- |
| 1998         | Extince                   | Binnenlandse Funk                    |            |                 |
| 1998         | Postmen                   | Documents                            |            |                 |
| 2000         | Def Rhymz                 | De Goeiste                           |            |                 |
| 2000         | Verzamel-cd               | Alle 13 Dope                         |            |                 |
| 2001         | Extince                   | Vitamine E                           |            |                 |
| 2002         | Robert Lee                | In Fine Style                        |            |                 |
| 2002         | Verzamel-cd               | Homegrown                            |            |                 |
| 2002         | Opgeduveld                | Opgeduveld                           | 2005       | 2x              |
| 2003         | Raymzter                  | Rayalistisch                         |            |                 |
| 2003         | Raymzter                  | Smookbreeks                          |            |                 |
| 2003         | Opgezwolle                | Vloeistof / Brandstof                | 2008       |                 |
| 2004         | VSOP                      | Huiswerk                             |            |                 |
| 2004         | Extince                   | 2e Jeugd                             |            |                 |
| 2004         | Kubus                     | Buitenwesten                         |            |                 |
| 2004         | K-Liber                   | Schuurpapier                         |            |                 |
| 2004         | Kubus & Sticks            | Microphone Colossus                  | 2008       |                 |
| 2004         | DuvelDuvel                | Aap-O-Theek                          | 2005       |                 |
| 2005         | Extince                   | De Avonturen van de Exter-o-Naldus   |            |                 |
| 2005         | Jawat!                    | Ut Zwarte Aap                        |            |                 |
| 2005         | The Opposites             | De Fik Erin                          | 2008       |                 |
| 2005         | De Jeugd Van Tegenwoordig | Parels voor de Zwijnen               | 2008       |                 |
| 2006         | U-Niq                     | Rotterdam                            |            |                 |
| 2006         | Kiddo Cee                 | BioLogica                            |            |                 |
| 2006         | Opgezwolle                | Eigen Wereld                         | 2008       |                 |
| 2007         | DuvelDuvel                | Puur Kultuur                         |            |                 |
| 2007         | Kubus & BangBang          | Learning Curve                       |            |                 |
| 2007         | Kubus & BangBang          | Learning Curve, Spoken Word Edition  |            |                 |
| 2007         | Extince                   | Toch?                                |            |                 |
| 2007         | Appa                      | Straatfilosoof                       |            |                 |
| 2007         | Typhoon                   | Tussen licht en lucht                | 2008       |                 |
| 2007         | Cilvaringz                | I                                    |            |                 |
| 2007         | Sticks & Delic            | Fakkelteit                           | 2008       |                 |
| 2007         | The Opposites             | Begin Twintig                        | 2008 (2x)  |                 |
| 2008         | U-Niq                     | Kapitalisme                          |            |                 |
| 2008         | De Jeugd Van Tegenwoordig | De Machine                           |            |                 |
| 2008         | Kempi                     | Du Zoon                              |            |                 |
| 2008         | Kubus & BangBang          | Pie & Mash                           |            |                 |
| 2008         | Salah Edin                | Nederlands Grootste Nachtmerrie      |            |                 |
| 2008         | Zo Moeilijk               | Nijmeegse Modo                       |            |                 |
| 2008         | Dio                       | Rock & Roll                          |            |                 |
| 2009         | Zwart Licht               | Bliksemschicht                       |            |                 |
| 2009         | Winne                     | Winne zonder strijd                  |            |                 |
| 2009         | Fakkelbrigade             | Colucci Era                          | 2x         |                 |
| 2009         | Salah Edin                | Horr                                 |            |                 |
| 2009         | Flinke Namen              | Superstuntwerk                       |            |                 |
| 2009         | Aux Raus                  | The Brick Is In The Air              |            |                 |
| 2010         | The Opposites             | Succes / Ik Ben Twan                 |            |                 |
| 2010         | Fresku                    | Fresku                               |            |                 |
| 2010         | Sticks & A.R.T.           | Alledaagse Waanzin                   |            |                 |
| 2010         | The Q4                    | Sound Surroundings                   |            |                 |
| 2010         | Jack Parow                | Jack Parow                           |            |                 |
| 2010         | Dj Promo                  | Stijlloos                            |            |                 |
| 2010         | SirOJ                     | Goed Ontmoet                         |            |                 |
| 2010         | De Jeugd Van Tegenwoordig | De Lachende Derde                    |            |                 |
| 2011         | Guido Belcanto            | Ik Zou Mijn Hart Willen Weggeven     |            |                 |
| 2011         | Boef en de Gelogeerde Aap | Wij Zijn                             |            |                 |
| 2011         | RBDjan                    | De Onderbaas                         |            |                 |
| 2011         | Zo Moeilijk               | Nieuwe Moves                         |            |                 |
| 2011         | U-Niq                     | Scheepsrecht                         |            |                 |
| 2011         | Aux Raus                  | All Creeping Things Stopped Creeping |            |                 |
| 2011         | Kempi                     | Het Testament van Zanian Adamus      |            |                 |
| 2011         | Damaru                    | Tuintje In Mijn Hart                 |            |                 |
| 2011         | Jayh                      | Jayh Jawson                          |            |                 |
| 2011         | Rico & Kubus              | DMT                                  |            |                 |
| 2011         | Salah Edin                | WOII                                 |            |                 |
| 2011         | Gers Pardoel              | Deze wereld is van jou               |            |                 |
| 2011         | Jay6                      | Jay6                                 |            |                 |
| 2011         | Lefties Soul Connection   | One Punch Pete                       |            |                 |
| 2011         | Sef                       | De Leven                             |            |                 |
| 2012         | Kubus & Sticks            | Microphone Colossus 2                |            |                 |
| 2012         | Rats On Rafts             | The Moon is Big                      |            |                 |
| 2012         | Lange Frans               | Levenslied                           |            |                 |

### Ep's
Hieronder volgt een lijst met ep's die zijn uitgegeven op het Top Notchlabel.
| Jaar | Artiest       | Albumtitel                  |
| ---- | ------------- | --------------------------- |
| 2006 | The Opposites | RauwDauw                    |
| 2007 | Winne         | Onoverwinnelijk             |
| 2007 | U-Niq         | Muziek                      |
| 2007 | Nina          | De Lastigste                |
| 2009 | Dj Promo      | Boombox op Duizend          |
| 2009 | Typhoon       | Chocolade                   |
| 2010 | DJ Promo      | Show Shocker                |
| 2010 | Sticks        | In A Cabin With: L'Abattoir |
| 2010 | Zwart Licht   | No Juju                     |
| 2011 | JAH6          | JAH6                        |

### Verzamelalbums
Hieronder volgt een lijst met verzamelalbums die zijn uitgegeven op het Top Notchlabel. Sommige van deze albums bevatten ook nummers van artiesten die niet bij het Top Notchlabel zitten.
| Jaar | Albumtitel     |
| ---- | -------------- |
| 2000 | Alle 13 Dope   |
| 2002 | Alle 18 Dope   |
| 2002 | Homegrown 2002 |
| 2005 | KINGS          |
| 2005 | Homegrown 2005 |
| 2006 | Homegrown 2006 |
| 2007 | Homegrown 2007 |
| 2011 | Homegrown 2011 |

## Vinyluitgaven
De volgende singles van Top Notch werden uitgegeven op vinylsingle, 12" of vinylalbum.

### Lp's
- 1lp

| Jaar | Artiest                 | Titel          |
| ---- | ----------------------- | -------------- |
| 2011 | Lefties Soul Connection | One Punch Pete |

- 2lp

| Jaar | Artiest    | Titel                              |
| ---- | ---------- | ---------------------------------- |
| 1998 | Extince    | Binnenlandse Funk                  |
| 1998 | Postmen    | Documents                          |
| 2001 | Extince    | Vitamine E                         |
| 2003 | Raymzter   | Rayalistisch                       |
| 2003 | Opgezwolle | Vloeistof                          |
| 2004 | Extince    | 2e Jeugd                           |
| 2005 | Extince    | De Avonturen van de Exter-O-Naldus |
| 2008 | Extince    | Toch?                              |

- 3lp

| Jaar | Artiest    | Titel        |
| ---- | ---------- | ------------ |
| 2006 | Opgezwolle | Eigen Wereld |

### Ep's
- Ep vinyl

| Jaar | Artiest          | Titel           |
| ---- | ---------------- | --------------- |
| 2004 | Kubus            | Buitenwesten    |
| 2005 | DuvelDuvel       | Krime Poku      |
| 2005 | DuvelDuvel       | Motje Poku      |
| 2005 | Jawat!           | Ut Zwarte Aap   |
| 2006 | Extince          | Extra Avonturen |
| 2007 | Kubus & BangBang | Learning Curve  |

### Singles
- 12 inch

| Jaar | Artiest                   | Titel          |
| ---- | ------------------------- | -------------- |
| 1996 | Extince                   | Kaal of Kammen |
| 1998 | Postmen                   | Cocktail       |
| 1998 | Postmen                   | U Wait         |
| 1998 | Postmen                   | Corrosion      |
| 1998 | Postmen                   | Renaissance    |
| 1999 | Extince                   | Zoete Inval    |
| 1999 | Postmen                   | Crisis         |
| 2001 | Extince                   | Grootheidswaan |
| 2003 | Raymzter                  | Kut Marokkanen |
| 2003 | Raymzter                  | Down met Jou   |
| 2003 | Raymzter                  | Altijd Laat    |
| 2004 | Opgeduveld                | Mijn Zone      |
| 2005 | De Jeugd van Tegenwoordig | Watskeburt?!   |
| 2006 | De Jeugd van Tegenwoordig | De Stofzuiger  |

- 7 inch

| Jaar | Artiest        | Titel                           |
| ---- | -------------- | ------------------------------- |
| 2009 | Damaru         | Mi rowsu (Tuintje in mijn hart) |
| 2009 | Dio            | Baby                            |
| 2010 | Lucky Fonz III | Ik heb een meisje               |
| 2010 | Extince        | Tis Nie Waar                    |

## Mixtapes
Hieronder volgt een lijst met mixtapes die zijn uitgegeven door het Top Notchlabel. Een mixtape is een verzamelalbum met muziek, die gemixt is door een dj. Meestal worden deze vrij te downloaden op het internet gezet.

### Mixtapes van artiesten
| Jaar | Artiest                           | Mixtapetitel             | Gemixt door  |
| ---- | --------------------------------- | ------------------------ | ------------ |
| 2003 | Raymzter & Opgezwolle             | Smookbreeks              |              |
| 2005 | The Opposites                     | Vuur Mixtape             |              |
| 2006 | Kiddo Cee                         | PromoLogica              | Mr. Wix      |
| 2007 | Kempi                             | Mixtape 2: Rap 'N Borie  | Dj Waxfiend  |
| 2007 | Kempi                             | Mixtape 3.2              | Goodfellas   |
| 2008 | Dio                               | Tijdmachine Mixtape      | Dj Abstract  |
| 2008 | Dio, Flinke Namen & The Opposites | Op Volle Toeren Mixtape  | The Flexican |
| 2009 | Jayh                              | Jayh.nl                  | Dj MBA       |
| 2009 | Flinke Namen                      | Kunst & Vliegwerk        | The Flexican |
| 2009 | Kempi                             | Du Evolutie van 'n Nigga | The Flexican |
| 2010 | Kempi                             | Du Gangsta Tape          | Dj Waxfiend  |
| 2010 | Faberyayo                         | Het Grote Gedoe          | Vic Crezée   |

#### Special Editions
| Jaar | Artiest              | Mixtapetitel    | Gemixt door | Informatie                                                                        |
| ---- | -------------------- | --------------- | ----------- | --------------------------------------------------------------------------------- |
| 2010 | Reverse, Adje & Jayh | Slordig Mixtape | Lil Vic     | in de vorm van een USB-stick, die je bij een kledingzaak in Amsterdam kon ophalen |

### Remixalbums
| Jaar | Artiest          | Albumtitel             |
| ---- | ---------------- | ---------------------- |
| 2008 | Kubus & BangBang | Learning Curve Remixed |
| 2010 | Aux Raus         | Aux Raus Remixes       |

### Verzamelmixtapes
Dit zijn verzamelalbums gemixt door een artiest.
| Jaar | Opzetter        | Albumtitel                        |
| ---- | --------------- | --------------------------------- |
| 2006 | U-Niq           | Rotterdam Mixtape                 |
| 2009 | The Partysquad  | Total Los vol. 2                  |
| 2009 | Fakkelbrigade   | Ingeschakeld: Prelude van een Era |
| 2009 | Winne           | So So Lobi                        |
| 2010 | THC Recordz     | Mixtape vol. 2                    |
| 2010 | Fakkelteitgroep | Fakkelteitgroep vol. 1            |
| 2010 | Fakkelteitgroep | Fakkelteitgroep vol. 2            |
| 2010 | The Partysquad  | TMF Totally Summer Mixtape        |
| 2011 | Fakkelteitgroep | Fakkelteitgroep vol. 3            |

Van Top Notch
| Jaar | Albumtitel                                                  | Gemixt door  |
| ---- | ----------------------------------------------------------- | ------------ |
| 2007 | Top Notch Mixtape                                           | The Flexican |
| 2007 | The Hard Hard Hard Mixtape                                  | Mr Wix & SP  |
| 2007 | Top Notch Sampler Sticks, Typhoon, Winne & Salah Edin       | The Flexican |
| 2009 | Top Notch Sampler KEMP! FL!INKENAMEN THEOPPOS!TES D!O W!NNE | The Flexican |
| 2009 | Top Notch Extravaganza I                                    | The Flexican |
| 2009 | Top Notch Extravaganza II                                   | The Flexican |
| 2009 | Top Notch Extravaganza III                                  | The Flexican |
| 2009 | Top Notch Extravaganza IV                                   | The Flexican |
| 2010 | Top Notch Extravaganza V                                    | Jane Doe     |
| 2010 | Top Notch Extravaganza VI                                   | Lefto        |
| 2010 | Top Notch Extravaganza VII: Operatie Lowlands               | DJ St. Paul  |
| 2010 | Black Ops Mixtape (Call of Duty)                            | DJ Turne     |

## Boeken

### Romans
| Jaar | Schrijver    | Titel        |
| ---- | ------------ | ------------ |
| 2011 | James Worthy | James Worthy |

### Tekst Boeken
| 1e Druk   | Artiest                   | Titel              | Druk                                      |
| --------- | ------------------------- | ------------------ | ----------------------------------------- |
| Juni 2011 | De Jeugd van Tegenwoordig | Handboek der Jeugd | - 2e Druk: juni 2011 - 3e Druk: juli 2011 |

## Dvd's
Hieronder volgt een lijst met dvd's die zijn uitgegeven door het Top Notchlabel. Sommige zijn enkel bijgevoegd bij albums, sommige zijn ook los verkocht.

### Films
Dit is een lijst met films, uitgegeven door Top Notch.
| Jaar | Artiest    | Titel                     | Inhoud                    |
| ---- | ---------- | ------------------------- | ------------------------- |
| 2006 | Opgezwolle | Eigen Wereld de AlbumFilm | -Film -Videoclips -Muziek |

### Tv-series
Dit is een lijst met dvd's van televisieseries, uitgegeven door Top Notch.
| Jaar | Artiest                   | Titel van dvd           | Titel van serie                     | Extra               |
| ---- | ------------------------- | ----------------------- | ----------------------------------- | ------------------- |
| 2007 | De Jeugd van Tegenwoordig | Tarrels voor de Zwijnen | Hard Gaan Aflevering 1 tot en met 8 | -Videoclips -Muziek |

### Documentaires
Dit is een lijst van documentaires die zijn uitgegeven door Top Notch. Top Notch heeft losse dvd's uitgegeven, maar sommige documentaires zijn bij een album gevoegd.
| Los verkocht samenwerkingen | Los verkocht samenwerkingen | Los verkocht samenwerkingen | Los verkocht samenwerkingen   | Los verkocht samenwerkingen |
| --------------------------- | --------------------------- | --------------------------- | ----------------------------- | --------------------------- |
| Jaar                        | Titel                       |                             | Artiest                       |                             |
| 2006                        | Kroonjuwelen                |                             |                               |                             |
| 2007                        | Dutch Touch                 |                             | Duvel, Brainpower & Jay Colin |                             |

| van Artiesten | van Artiesten | van Artiesten | van Artiesten                                   | van Artiesten |
| ------------- | ------------- | ------------- | ----------------------------------------------- | ------------- |
| Jaar          | Titel         |               | Artiest                                         |               |
| 2008          | Buitenwesten  |               | Typhoon, Jawat!, Duvelduvel, Opgezwolle & Kubus |               |

| bij album gevoegd | bij album gevoegd | bij album gevoegd               | bij album gevoegd | bij album gevoegd |
| ----------------- | ----------------- | ------------------------------- | ----------------- | ----------------- |
| Jaar              | Titel             | Album                           | Artiest           |                   |
| 2007              |                   | I                               | Cilvaringz        |                   |
| 2008              |                   | Nederlands Grootste Nachtmerrie | Salah Edin        |                   |
|                   | Free Kempi        | Du Zoon                         | Kempi             |                   |
| 2009              |                   | Horr                            | Salah Edin        |                   |

### Overige dvd's
| Jaar | Artiest | Titel                          | Inhoud                 |
| ---- | --- | ------------------------------ | ---------------------- |
| 2005 | Yukkie B, Postmen, K-Liber, DJVT, Kubus, Opgezwolle, Jawat!, Extince, Def Rhymz, SugaCane, Partysquad, Darryl, The Opposites, VSOP, DuvelDuvel & Raymzter | Off The Wall 10 jaar Top Notch | -10 jaar Videoclip Mix |

## Top Notch in de hitlijsten

### Singles met een notering in de Nederlandse Top 40
| Single met eventuele hitnotering(en) in de Nederlandse Top 40 | Datum van verschijnen | Datum van binnenkomst | Hoogste positie | Aantal weken | Opmerkingen |
| ------------------------------------------------------------- | --------------------- | --------------------- | --------------- | ------------ | --- |
| Spraakwater (IJskoud 't lekkerst)                             | 1995                  | 02-12-1995            | 8               | 7            | van Extince / Alarmschijf                                                                                                |
| Kaal of kammen                                                | 1996                  | 22-06-1996            | 38              | 3            | van Extince |
| Wat Nou?!?                                                    | 1997                  | 06-09-1997            | 49              | 7            | van Yukkie B |
| Cocktail                                                      | 1998                  |                       | 12              | 9            | van Postmen / Alarmschijf                                                                                                |
| U Wait                                                        | 1998                  |                       | 32              | 3            | van Postmen |
| Viervoeters                                                   | 1998                  | 26-12-1998            | 12              | 10           | van Extince |
| Renaissance                                                   | 1998                  |                       | 26              | 3            | van Postmen Ft. Dignity                                                                                                  |
| Doekoe                                                        | 1999                  | 20-11-1999            | 1(1wk)          | 12           | van Def Rhymz |
| De bom                                                        | 1999                  | 08-01-2000            | 3               | 9            | van Def Rhymz met Postmen / Alarmschijf                                                                                  |
| Zoete inval                                                   | 1999                  | 17-07-1999            | 30              | 3            | van Extince met Murth The Man-O-Script, Krewcial, Skate The Great, Yukkie B, Brainpower, Goldie & Scuz                   |
| Ziek                                                          | 2000                  | 29-04-2000            | tip3            | -            | van Def Rhymz |
| Puf / Schudden                                                | 2001                  | 3-2-2001              | 1(2wk)          | 16           | van Def Rhymz |
| Grootheidswaan                                                | 2001                  | 17-03-2001            | tip12           | -            | van Extince |
| De Avondturen van de Exter O Naldus                           | 2001                  | 21-07-2001            | tip15           | -            | van Extince |
| No One Cares                                                  | 2002                  | 2002                  | Tip16           | -            | van Robert Lee |
| Kutmarokkanen??!                                              | 2002                  | 9-11-2002             | 8               | 7            | van Raymzter |
| Down met jou                                                  | 2003                  | 22-2-2003             | 36              | 3            | van Raymzter |
| Altijd laat                                                   | 2003                  | 21-6-2003             | Tip16           |              | van Raymzter |
| Viben                                                         | 15-8-2004             | 4-9-2004              | 2               | 14           | van K-Liber |
| Loungen                                                       | 2004                  | 8-1-2005              | 16              | 6            | van K-Liber met Michael Bryan                                                                                            |
| Doe het                                                       |                       | 14-5-2005             | tip3            |              | van K-Liber |
| Watskeburt?!                                                  | 16-05-2005            | 04-06-2005            | 1(3wk)          | 15           | van De Jeugd Van Tegenwoordig                                                                                            |
| Fok Jou                                                       | 2005                  | 30-07-2005            | tip8            | -            | van The Opposites |
| Voorjekijkendoorlopen                                         | 2005                  | 27-08-2005            | tip5            | -            | van De Jeugd Van Tegenwoordig                                                                                            |
| Wat wil je doen?                                              | 2005                  | 08-10-2005            | 15              | 8            | van The Partysquad met Jayh en Reverse (Art Officials), Darryl, The Opposites, Willie Wartaal, Spacekees en Heist-Rockah |
| Slaap / Oew Oew                                               | 2006                  | 25-02-2006            | 4               | 10           | van The Opposites |
| Gerrit                                                        | 2006                  | 30-12-2006            | Tip15           | -            | van Opgezwolle |
| Ho Ho Ho                                                      | 2005                  | 10-12-2005            | 25              | 6            | van De Jeugd Van Tegenwoordig met Katja Schuurman                                                                        |
| Dom, Lomp & Famous                                            | 2007                  | 27-10-2007            | 21              | 6            | van The Opposites met Dio & Willie Wartaal                                                                               |
| Tijdmachine                                                   | 2008                  | 03-01-2009            | 12              | 12           | van Dio met Sef |
| Licht van de laser                                            | 2009                  | 24-01-2009            | 28              | 5            | van The Partysquad met Sef, Dio & Sjaak                                                                                  |
| Buma in me zak                                                | 14-01-2009            | 14-02-2009            | tip6            | -            | van De Jeugd Van Tegenwoordig                                                                                            |
| Aye                                                           | 2009                  | 18-04-2009            | 26              | 5            | van Dio met Sef |
| Als Zij Langs Loopt                                           | 2009                  | 27-06-2009            | 19              | 8            | van Flinke Namen |
| Mi rowsu (Tuintje in mijn hart)                               | 2009                  | 25-07-2009            | 1(3wk)          | 20           | van Damaru met Jan Smit/ nr. 1 in de Single Top 100                                                                      |
| Wolken                                                        | 2009                  | 21-11-2009            | tip2            | -            | van Flinke Namen |
| Broodje Bakpao                                                | 2009                  | 19-12-2009            | 2               | 11           | van Big2 (The Opposites) met Gers & Sef                                                                                  |
| Cool                                                          | 2009                  | 26-12-2009            | Tip15           | -            | van Dio met Jayh & Reverse                                                                                               |
| Licht uit                                                     | 2010                  | 13-03-2010            | 23              | 7            | van The Opposites |
| Brief aan jou                                                 | 2010                  | 10-04-2010            | 30              | 5            | van Big2 (The Opposites) met Trijntje Oosterhuis                                                                         |
| Ik heb een Meisje                                             | 2010                  | -                     | Tip11           | -            | van Lucky Fonz III |
| Crazy zin in                                                  | 2010                  | 10-07-2010            | tip24*          |              | van Big2 (The Opposites) met Sef                                                                                         |

### Nummer 1 hits in de Nederlandse Top 40
De volgende singles van Top Notch bereikten de eerste plaats van de Nederlandse Top 40.
- Doekoe - van Def Rhymz (1999 1wk)
- Puf / Schudden - van Def Rhymz (2001 2wk)
- Watskeburt?! - van De Jeugd Van Tegenwoordig (2005 3wk)
- Mi rowsu (Tuintje in mijn hart) - van Damaru & Jan Smit (2009 3wk)

### Singles met een notering in de Ultratop 50
| Single met hitnotering(en) in de Vlaamse Ultratop 50 | Datum van verschijnen | Datum van binnenkomst | Hoogste positie | Aantal weken | Opmerkingen                                       |
| ---------------------------------------------------- | --------------------- | --------------------- | --------------- | ------------ | ------------------------------------------------- |
| Kutmarokkanen??!                                     | 2002                  | 30-11-2002            | 26              | 7            | van Raymzter                                      |
| Watskeburt?!                                         | 2005                  | 02-07-2005            | 15              | 16           | van De Jeugd Van Tegenwoordig                     |
| Ho Ho Ho                                             | 2005                  | 31-12-2005            | tip14           | -            | van De Jeugd Van Tegenwoordig met Katja Schuurman |
| Hollereer                                            | 2008                  | 07-06-2008            | 36              | 3            | van De Jeugd Van Tegenwoordig                     |
| Buma in me zak                                       | 2009                  | 21-03-2009            | tip21           | -            | van De Jeugd Van Tegenwoordig                     |
| Deze donkere jongen komt zo hard                     | 2009                  | 25-07-2009            | 35              | 10           | van De Jeugd Van Tegenwoordig                     |
| Mi rowsu (Tuintje in mijn hart)                      | 2009                  | 29-08-2009            | tip15           |              | van Damaru met Jan Smit                           |
| Broodje Bakpao                                       | 2009                  | 16-01-2010            | 3               | 13           | van Big2 (The Opposites) met Gers & Sef           |
| Licht uit                                            | 2010                  | 20-03-2010            | 3               | 18*          | van The Opposites                                 |

### Albums met een notering in de Album Top 100
| Album met eventuele hitnotering(en) in de Nederlandse Album Top 100 | Datum van verschijnen | Datum van binnenkomst | Hoogste positie | Aantal weken | Opmerkingen                     |
| ------------------------------------------------------------------- | --------------------- | --------------------- | --------------- | ------------ | ------------------------------- |
| Binnenlandse Funk                                                   | 1998                  | 08-08-1998            | 48              | 20           | van Extince                     |
| Documents                                                           | 1998                  | 31-10-1998            | 16              | 55           | van Postmen                     |
| De Goeiste                                                          | 2000                  | 17-06-2000            | 56              | 11           | van Def Rhymz                   |
| Vitamine E                                                          | 2001                  | 07-04-2001            | 43              | 5            | van Extince                     |
| Rayalistisch                                                        | 2003                  | 05-04-2003            | 73              | 2            | van Raymzter                    |
| Vloeistof (+Brandstof)                                              | 2003                  | 20-09-2003            | 46              | 3            | van Opgezwolle                  |
| Tweede Jeugd                                                        | 2004                  | 31-01-2004            | 20              | 8            | van Extince                     |
| Schuurpapier                                                        | 2004                  | 27-11-2004            | 48              | 18           | van K-Liber                     |
| De fik er in                                                        | 2005                  | 11-02-2006            | 81              | 10           | van The Opposites               |
| Ut Zwarte Aap                                                       | 2005                  | 10-09-2005            | 40              | 4            | van Jawat!                      |
| Parels voor de Zwijnen                                              | 07-10-2005            | 08-10-2005            | 58              | 5            | van DJVT                        |
| Eigen Wereld                                                        | 2006                  | 21-01-2006            | 4               | 19           | van Opgezwolle                  |
| Rotterdam                                                           | 2006                  | 15-07-2006            | 78              | 1            | van U-Niq                       |
| Learning curve                                                      | 2007                  | 17-02-2007            | 69              | 1            | van Kubus & BangBang            |
| Nederlands Grootste Nachtmerrie                                     | 2007                  | 12-05-2007            | 62              | 2            | van Salah Edin                  |
| Tussen licht en lucht                                               | 2007                  | 23-06-2007            | 24              | 10           | van Typhoon                     |
| Puur Kultuur                                                        | 2007                  | 04-08-2007            | 16              | 9            | van DuvelDuvel                  |
| Begin twintig                                                       | 2007                  | 15-09-2007            | 23              | 19           | van The Opposites               |
| Fakkelteit                                                          | 2007                  | 29-09-2007            | 7               | 7            | van Sticks & Delic (Opgezwolle) |
| Straatfilosoof                                                      | 2007                  | 10-11-2007            | 40              | 2            | van Appa                        |
| Toch?                                                               | 2007                  | 15-12-2007            | 24              | 9            | van Extince                     |
| Pie & Mash                                                          | 2008                  | 23-02-2008            | 46              | 3            | van Kubus & BangBang            |
| Het kapitalisme                                                     | 2008                  | 08-03-2008            | 31              | 2            | van U-Niq                       |
| De Machine                                                          | 25-04-2008            | 03-05-2008            | 11              | 27           | van DJVT                        |
| Du Zoon                                                             | 2008                  | 13-09-2008            | 7               | 5            | van Kempi                       |
| Rock-'n-Roll                                                        | 28-11-2008            | 06-12-2008            | 84              | 6            | van Dio                         |
| Winne zonder strijd                                                 | 13-03-2009            | 21-03-2009            | 11              | 3            | van Winne                       |
| Colucci Era                                                         | 22-05-2009            | 30-05-2009            | 7               | 12           | van Fakkelbrigade               |
| Superstuntwerk                                                      | 19-06-2009            | 27-06-2009            | 38              | 3            | van Flinke Namen                |
| Succes / Ik Ben Twan                                                | 05-03-2010            | 13-03-2010            | 9               | 10           | van The Opposites               |
| Fresku                                                              | 2010                  | 01-05-2010            | 21              | 4            | van Fresku                      |

### Albums met een notering in de Ultratop 50
| Album met hitnotering(en) in de Vlaamse Ultratop 200 albums | Datum van verschijnen | Datum van binnenkomst | Hoogste positie | Aantal weken | Opmerkingen       |
| ----------------------------------------------------------- | --------------------- | --------------------- | --------------- | ------------ | ----------------- |
| De Machine                                                  | 2008                  | 31-05-2008            | 32              | 26           | van DJVT          |
| Succes / Ik Ben Twan                                        | 2010                  | 20-03-2010            | 57              | 16*          | van The Opposites |